# Barbara Knauf
Barbara Knauf (* 1987) ist eine deutsche Go-Spielerin. Sie war deutsche Meisterin der Damen 2008, 2012 und 2022.
Barbara Knauf kommt aus Sankt Augustin bei Bonn und ist in einer Go-begeisterten Familie aufgewachsen – auch ihr Vater Franz Josef und ihr Bruder Torsten spielen seit Jahren erfolgreich Go.
Ihr erster großer Erfolg war der Gewinn des Titels der Deutschen Jugendmeisterin im Go, den sie 2005 als 2. Dan im gemeinsamen Wettbewerb von männlichen und weiblichen Jugendlichen errang. Als Mitglied der deutschen Mannschaft spielte Barbara 2008 bei den Weltdenksportspielen in Peking.
Die Deutsche Damen-Meisterschaft gewann sie erstmals 2008, inzwischen als 3. Dan. Diesen Erfolg konnte sie 2012 in Gießen wiederholen, wobei sie sämtliche Partien gewann und damit vor Manja Marz aus Jena und Jana Hollmann aus Wiesbaden siegte. Barbara Knauf war zudem eine der Hauptorganisatorinnen des europäischen Go-Kongresses 2012, der im Juli/August zwei Wochen lang in Bonn-Bad Godesberg stattfand.
Im Jahre 2013 wurde sie gemeinsam mit Matthias Terwey (4d) deutsche Meisterin im Paar-Go. Ihr Vorgänger und Nachfolger war dabei ihr Bruder Torsten, der 2011, 2012 und 2014 diesen Titel gewann. 
Barbara Knauf studierte ab 2006 „Regionalwissenschaften Ostasien“ an der Universität Köln, was sie 2013 mit einem Diplom abschloss. Innerhalb dieser Zeit lag auch ein Auslandsjahr (2008/2009) an der Shandong-Universität in China. 